# Luigi Carmagnola
Luigi Carmagnola (Novara, 26 settembre 1895 – 25 agosto 1974) è stato un sindacalista e politico italiano.

## Biografia
Militante socialista e antifascista, dal 30 aprile 1945 è fra tre segretari della Camera del Lavoro di Torino, appena ricostituita dopo la Liberazione.
Eletto all'Assemblea Costituente (Italia), dal 1948 è Senatore della Repubblica Italiana per il PSI, restando in carica per due legislature, fino al 1958.
Tra i fondatori della UIL, il 5 marzo 1950 al convegno costitutivo del sindacato presiede l'assemblea, negli anni seguenti è nel Comitato esecutivo del sindacato.

### La giovinezza
Luigi Carmagnola nasca a Novara il 26 settembre 1895 da una modesta famiglia di braccianti. Si avvicina, come la maggior parte dei suoi coetanei, al mondo dell’officina fin da giovanissimo. Si confronta con un mondo duro, senza diritti per i lavoratori. Si iscrive, successivamente , alla scuola professionale interessandosi ai problemi sul lavoro fondando la Lega degli operai metallurgici di Novara, aderente alla FIOM e si avvicina al partito socialista.
Durante la prima guerra mondiale lavora come militare comandante a Torino presso una fabbrica di motori aeronautici, continuando ad occuparsi di diritti e di tutela sia nelle vesti di membro della commissione interna che del consiglio direttivo della sezione FIOM del capoluogo piemontese.
Seppur soggetto agli obblighi militari abbandona il lavoro in officina al 1 febbraio 1919; ricopre la carica di segretario della FIOM torinese incarico che lascia nel 1920 per dedicarsi alla segreteria regionale della federazione dei dipendenti delle aziende elettriche aderente alla CGL.

### L’adesione all’antifascismo
Nell’ottobre del 1922 aderisce al Psu. In seguito all’incendio alla Camera del lavoro, a Carmagnola è affidato il mandato di segretario dell’ufficio della CGL della provincia di Torino.
Aderisce, inoltre, all’associazione antifascista “Italia libera” ed è oggetto di aggressioni da parte delle squadracce. Nel 1931 tenta, insieme a Romita ed Amedeo, di ricostruire il Psi ma riesce a sfuggire casualmente all’arresto da parte dell’OVRA, ciò in cui non riescono gli altri esponenti. Nel 1942, per vivere, diventa rappresentante di commercio, nonostante fosse confinato a Montefalco, viene contattato da Buozzi e così da ritessere le fila dell’organizzazione socialista  nel capoluogo piemontese. Nella metà del 1942, nel capoluogo piemontese, si tiene una riunione di dirigenti dei partiti socialisti pre-fascisti che segna il momento di ripresa dell’attività socialista nella lotta antifascista. Il nuovo mestiere gli consente una mobilità personale utile a riprendere i contatti con i vecchi compagni di lotta, senza insospettire la polizia fascista.

### L'arresto
Nel 1943 partecipa alle riunioni del comitato delle opposizioni di Torino, denominato “ Fronte nazionale d’azione”, a cui aderivano comunisti, azionisti, democristiani, liberali e il MUP che a Torino contava significative adesioni. Viene arrestato il 4 aprile dalla polizia proprio mentre partecipava ad una di queste riunioni clandestine; viene recluso nel carcere di San Vittore nel quale rimane fino al 26 luglio dello stesso anno, quando è liberato in conseguenza alla caduta di Mussolini.
Durante il governo Badoglio, su indicazione di Buozzi  e dei partiti antifascisti,  è nominato commissario dell’Unione torinese dei sindacati dell’industria. Il 21 agosto del 1943 i tre commissari si installano nella vecchia sede dei sindacati fascisti in una situazione confusa sotto il profilo istituzionale e con i grandi partiti di massa ancora costretti semiclandestinità dall’ambigua politica badogliana.

### La manifestazione alla Camera del Lavoro
Il 10 settembre 1943, due giorni dopo l’armistizio e qualche giorno dopo la fuga del re a Brindisi, i commissari sindacali inducano una manifestazione nei pressi della Camera del lavoro a cui partecipò una grande folla. Ma il tradimento del generale Adami Rossi che, nel frattempo aveva intavolato negoziati con i tedeschi, rese vano questo tentativo di resistenza e Carmagnola è costretto a trovare riparo nel Vercellese.
Nel 1944 Carmagnola continua un’intensa attività politica presenziando per tutto lo scorrere dell’anno alle riunioni clandestine sia del Psiup, in qualità di membro del comitato regionale, sia a quelle con altri partiti antifascisti.

### Il dopoguerra, segretario della camera del lavoro
All’indomani della liberazione, il 1 maggio 1945, è nominato dai sindacalisti segretario della Camera del lavoro, carica ricoperta per due anni. Tra il settembre del 1945 e il maggio 1946 diventa consultore nazionale entrando a far parte della commissione Industria e Commercio.
Il due giugno è eletto nella circoscrizione di Torino - Novara e Vercelli. Durante le trattative di governo che nel luglio portarono al tripartito Dc, Pci, Psiup, è tra i candidati a ricoprir il ruolo del ministro del lavoro, incarico che fu poi assegnato a D’Aragona.
Tra il 17 e il 19 luglio, Torino è bloccata da uno sciopero generale che si concluse con il riconoscimento di un premio di liberazione ai lavoratori con esborso a carico delle imprese. In quest’occasioni Carmagnola, nel commentare i fatti accaduti, pone l’accento sulla situazione di indigenza in cui versava larga parte delle masse operaie, sul potere di acquisto dei salari, la lotta alla disoccupazione e avvio ad un vasto programma di lavori pubblici. Questi sono in piena sintonia con i vertici nazionali dell’organizzazione, per consentire una reale ripresa produttiva e dei consumi.

### Priorità alla Dignità degli Operai: La Sua Crociata
Questi temi sono ripresi nell’agosto del 1946 lanciando una proposta innovativa: permettere ai lavoratori di pagare con piccole rate mensili beni come vestiti, le scarpe, la biancheria con lo Stato che assume il ruolo di garante del credito verso produttori e commercianti. Il progetto si inserisce in un clima di forte critica del partito socialista e dei comunisti alla politica economica del governo che comportano le dimissioni del ministro del tesoro Corbino, ma anche tra il consenso dei vertici delle organizzazioni imprenditoriali e dei commercianti piemontesi, preoccupati dalla mancata ripresa dei consumi da parte dei ceti più deboli. 
Il 12 settembre presenta un’interpellanza urgente al governo chiedendo al presidente del consiglio di rendere noti al più presto i provvedimenti di immediata attuazione per rispondere “alla legittima aspettativa delle classi lavoratrici.”

### L'elezione a Palazzo Madama
Nel 1948 aderisce sia alla mozione autonomista di Romita che, qualche mese dopo, alla unione dei socialisti, movimento fondato a febbraio. In questa occasione pone attenzione al potere d’acquisto della lira, schierandosi contro i danni speculativi ai danni della moneta, a cui il governo deve far egire una politica economica, sociale e finanziaria tesa al miglioramento delle condizioni di vita dei lavoratori. In vista delle politiche del 18 aprile, l’UDS e il PSLI decidono di presentarsi con liste comuni portanti la sigla “Unità socialista” e il simbolo del sole nascente; Carmagnola si candida nel collegio senatoriale di Torino centro e viene eletto a Palazzo Madama con il 14 % dei voti.

### Il patto Atlantico
Nel dibattito sull’adesione dell’Italia al patto atlantico, che al senato si svolge nel marzo 1949, Carmagnola interviene annunciando la sua estensione, in contrasto con la maggioranza del gruppo parlamentare di “Unità socialista”. Ciò che lo rende scettico è l’assoluta convinzione che il Patto dovesse avere nel futuro solo valenze unicamente difensive  e dall’oggettiva constatazione delle deficitarie condizioni militari ed economiche dell’Italia. A differenza del voto contrario del Psi e del Pci Carmagnola ritiene che, l’ingresso nel Patto non inficia la simpatia dimostrata dalla sinistra socialdemocratica, la quale ha dato invece  indicazione di astensione ai suoi deputati e senatori, in occasione dell’appoggio al piano Marshall.

### Gli ultimi anni
Nel 1949 nasce il terzo partito socialista, il Psu, che come terza forzista prova a crearsi uno spazio politico stretto da un lato dal Psi e dall’altro dal Psli; Carmagnola aderisce nella doppia veste di senatore e di sindacalista. Nel 1950 diventa membro esecutivo nazionale della neonata UIL, abbandonando così, il direttivo della CGIL. Nel 1951 lo si vede impegnato sia nel sostenimento della mozione di Romita per la riunificazione tra il Psu e il Psli, dalla quale nasce il Ps sezione italiana dell’internazionale socialista, il Psdi così denominato nel 1952, che nella campagna elettorale per il rinnovo del consiglio comunale di Torino con la lista del Psu.
Nel 1958, nelle consultazioni politiche di aprile, viene candidato sia Senato in tre collegi che alla Camera nella circoscrizione Torino – Novara – Vercelli, in cui risultò secondo tra i non eletti. È  ri-eletto invece nel 1959, invece, nel comitato centrale del Psdi.
Negli anni Sessanta è impegnato invece come consigliere comunale (ottobre 1960); come assessore del Psdi( 1960-1962; 1962-1964). Nel 1963 partecipa alla sua ultima consultazione politica.
Muore a Torino il 25 agosto 1974.